# Exekution durch Elefanten

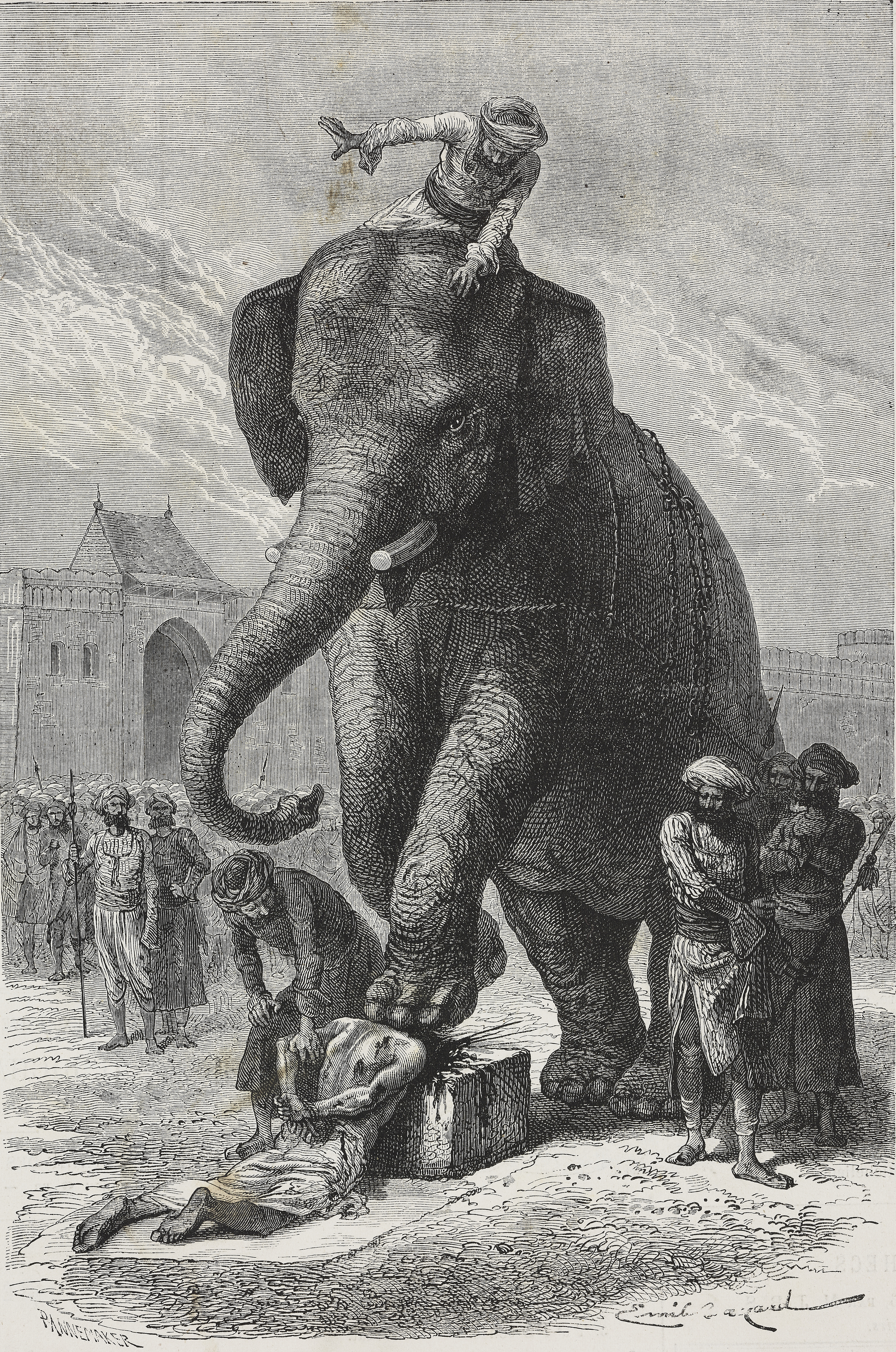
Zielgerichtete Exekution durch einen Elefanten.
Holzschnitt von Louis Rousselet,
in: Le Tour Du Monde, 1868

Karte zur ungefähren Verbreitung der Exekutionsmethode

Exekution durch Elefanten bezeichnet die Hinrichtung durch Zerquetschen von Menschen durch abgerichtete Elefanten. In Süd- und Südostasien, insbesondere Indien hatte diese Form der Todesstrafe eine lange Tradition und ist auch in alten Gesetzesbüchern verzeichnet.

## Erwähnung im Hinduismus
Der hinduistische Gesetzestext Manusmriti, dessen Entstehung auf den Zeitraum von 400 Jahre, nach 200 v. u. Z. geschätzt wird, erwähnt diese Hinrichtungsart in Bezug auf Diebstahl vom König. Fundsachen, so heißt es hier, würden vom König bis zu drei Jahre verwahrt, damit der rechtmäßige Besitzer sie zurückfordern könne. Danach gelten diese Objekte als Besitz des Königs. Wer jedoch des Diebstahls dieser Fundsachen überführt wird, soll durch einen Elefanten hingerichtet werden.

## Vorgehensweise
Ähnlich dem Einsatz von Pferden zur Vierteilung wurden die Elefanten in der Regel speziell abgerichtet (siehe hierzu: Phajaan). Die Opfer konnten dabei entweder durch einen gezielten Tritt auf den Schädel sofort getötet werden oder zunächst einer gezielten Folter unterzogen werden (z. B. durch das Zerquetschen oder Abreißen einzelner Gliedmaßen).
Für Hinrichtungen gegnerischer Kämpfer in Kriegsgebieten dürften – so vorhanden – auch Kriegselefanten verwendet worden sein.

## Überlieferungen durch Europäer
Für die ersten Europäer, die in asiatischen Ländern Augenzeugen dieser Hinrichtungsart wurden, war sie überaus ungewöhnlich und eine Besonderheit. Daher berichten Europäer bereits seit dem Mittelalter, in zeitgenössischen Reiseberichten sowie in entsprechenden Publikationen, Journalen und Berichten über diese Form der Exekution.
Bereits im Mittelalter berichtete der Reisende Petachja aus Regensburg (12. Jahrhundert), wie er bei den Seldschuken in Ninive im nördlichen Mesopotamien (heute Staatsgebiet des Irak) Zeuge dieser Hinrichtungsart wurde. In seinem Reisebericht (Sibuv ha-'Olam) beschreibt er, wie der Sultan Menschen zum Tode verurteilte, indem er zu seinem Elefanten sagte: „Dieser Mann ist schuldig“. Daraufhin ergriff der Elefant den Verurteilten und tötete ihn.
Einige der Reisenden und Seefahrer wie beispielsweise Robert Knox, der im 17. Jahrhundert Sri Lanka bereiste, fertigten zusätzlich zu schriftlichen Berichten Darstellungen an, auf denen sie die Exekution durch Elefanten festhielten (siehe Galerie).
Im 18. und 19. Jahrhundert begann diese Form der Strafe langsam seltener zu werden. Dabei spielte wahrscheinlich auch die Kolonisation der asiatischen Gebiete im Zuge der europäischen Expansion eine Rolle.

## Galerie

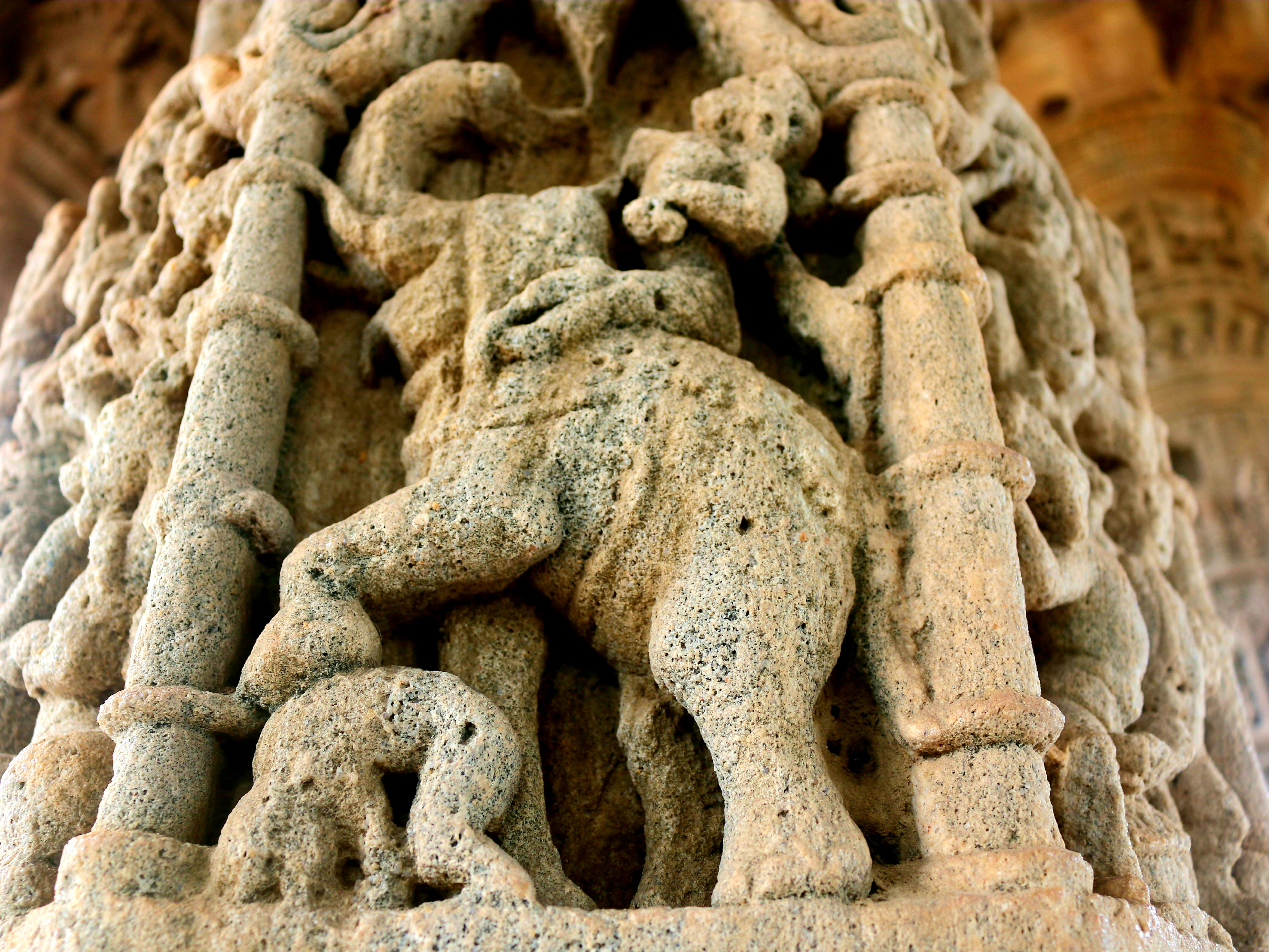
In Stein verewigte Darstellung aus dem Sonnentempel in Modhera, Indien (11. Jahrhundert)
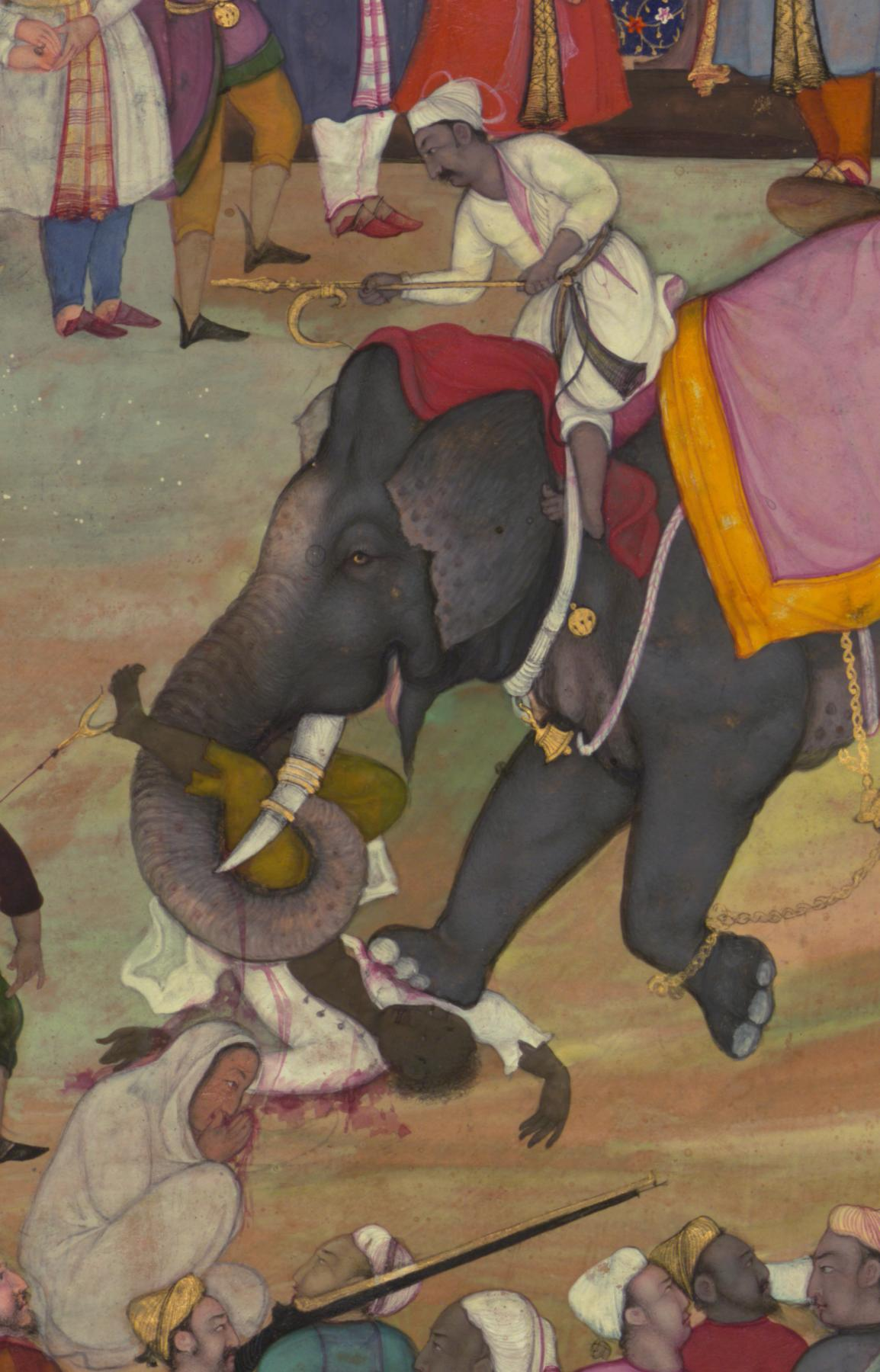
Darstellung aus dem Mogulreich, Akbar-nāma (16. Jahrhundert)
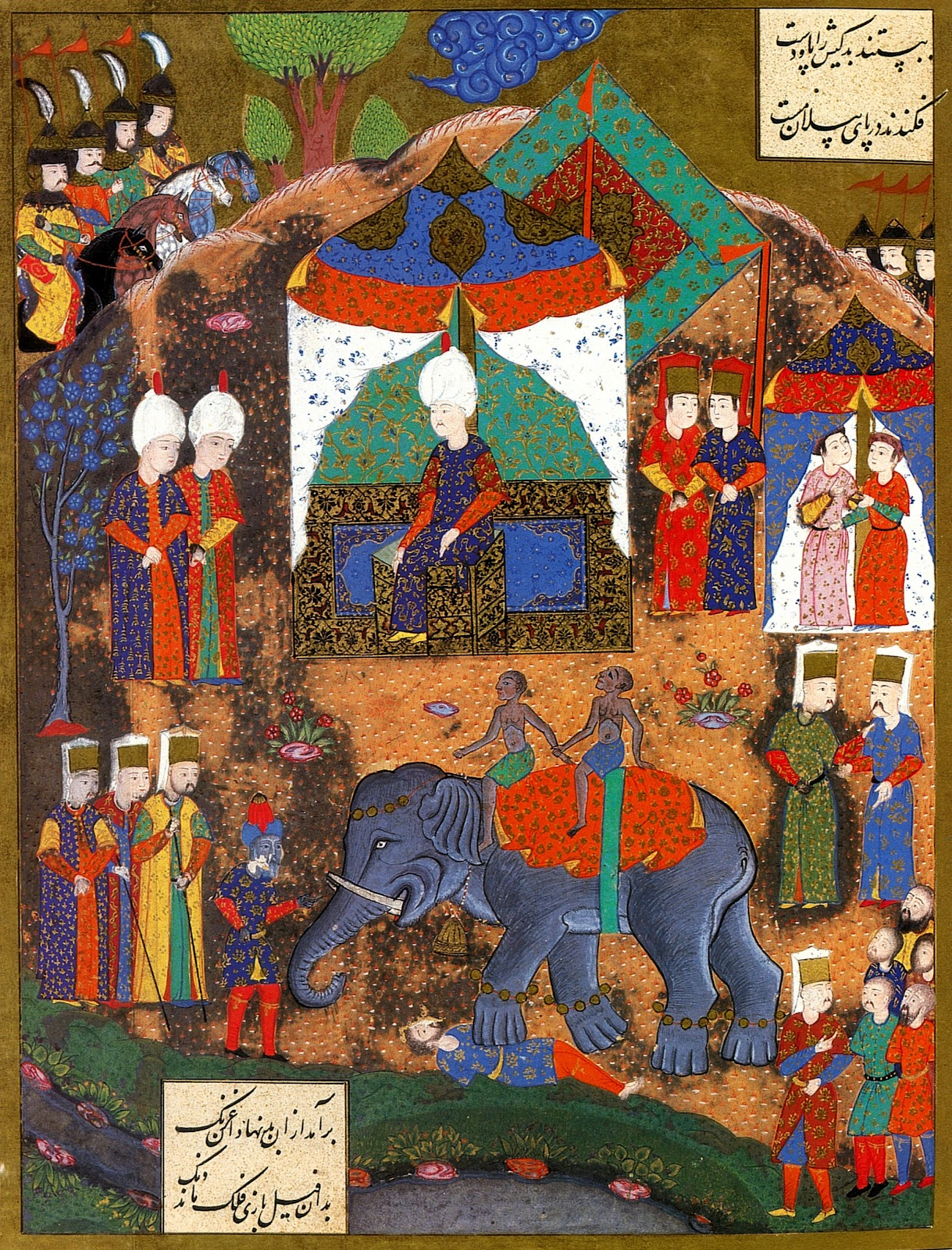
Exekution von Kriegsgefangenen im heutigen Belgrad zur Zeit des Osmanischen Reiches, im oberen Teil des Bildes ist der Herrscher Süleyman I. zu sehen (1550)
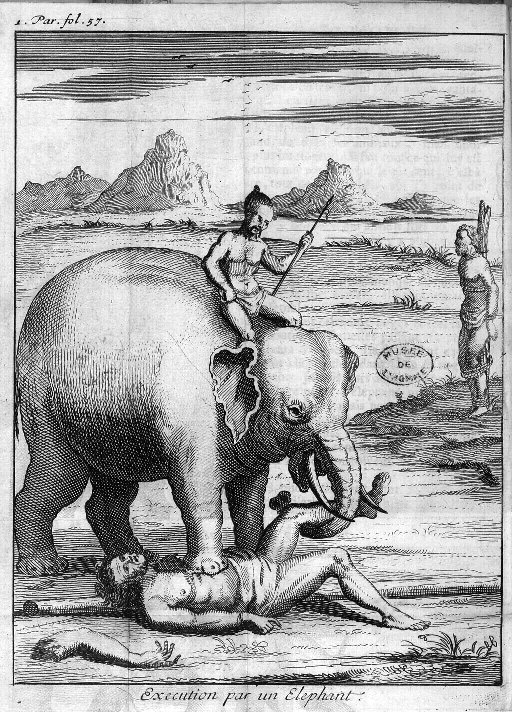
Darstellung aus einem, (1681) von Robert Knox veröffentlichten, Bericht über seine Zeit im Königreich Kandy